# Juegos de la Amistad
Los Juegos de la Amistad, también conocidos como Amistad-84 (en ruso: Дружба-84, romanizado: Druzhba-84) fueron un evento multideportivo internacional que se celebró en el verano de 1984 como alternativa a los Juegos Olímpicos de Los Ángeles de ese mismo año. Fueron organizados por la Unión Soviética y otros países socialistas que habían decidido no acudir a los Juegos de Los Ángeles. Las competiciones tuvieron lugar en nueve países diferentes y bajo el lema «Deporte, amistad y paz». En total participaron 2300 deportistas de casi 50 países. La ceremonia inaugural tuvo lugar en el estadio Lenin de Moscú, el mismo escenario de los Juegos Olímpicos de 1980.

## Antecedentes
Desde el renacimiento de los Juegos Olímpicos en 1896, las ideas del fundador, el barón Pierre de Coubertin, eran que estos sirvieran como un medio de procrear la amistad, la confraternidad entre los pueblos, estrechar los lazos entre naciones, lejos de todo factor político.
Al término de la Segunda Guerra Mundial, el mundo quedó dividido en dos sistemas opuestos ideológicamente, el capitalista y el socialista, con lo cual se inicia una etapa conocida como la Guerra Fría, donde, a pesar de los postulados de Coubertin, el deporte no está excluido y cada uno lo utiliza para hacer valer la supremacía sobre el otro.
En 1980, el gobierno de Estados Unidos decretó el boicot a los Juegos Olímpicos de Moscú, argumentando para ello la invasión de las tropas soviéticas a Afganistán en 1979. Algunos países aliados al bloque estadounidense aceptaron la medida y adoptaron una solución alternativa, dando libertad a los atletas para participar bajo la bandera del Comité Olímpico Internacional, entre esas naciones, se citan Gran Bretaña, Italia, Francia, España y Australia. Todo lo contrario ocurrió con los atletas norteamericanos, que fueron amenazados con la anulación de pasaportes si asisten a la cita deportiva. En total, 65 estados no acudieron a la capital soviética, de los que unos 50 lo hacen siguiendo las directivas de Washington. Este argumento, aunque distante, sentó un precedente para los próximos eventos.
La siguiente cita olímpica tiene por sede a Los Ángeles, Estados Unidos en 1984, en declaraciones previas, la dirigencia soviética niega todo tipo de respuesta al boicot recibido en 1980, pero entrado el año olímpico, la organización de los juegos marcaba una desmesurada comercialización, - primeros financiados por la empresa privada - se fueron generando condiciones adversas a la presencia soviética, se aducen dos causas determinantes para la ausencia del denominado bloque socialista; falta de seguridad para los atletas y uso inadecuado del evento para hacer propaganda contraria a los soviéticos y los aliados. El 8 de mayo, el presidente del Comité Olímpico de la Unión Soviética, Marat Gramov hacía pública la declaración de no asistencia a los juegos de la ciudad californiana. Estuvieron ausentes Afganistán, Albania, Angola, Bulgaria, Checoslovaquia, Cuba, Etiopía, Hungría, Laos, Mongolia, Polonia, República Democrática Alemana, República Popular Democrática de Corea, Yemen del Sur y Vietnam, mientras que asistieron Rumania, Yugoslavia y China, que regresó luego de más de treinta años de ausencia.
Ante esta coyuntura, los países socialistas deciden organizar las competencias multideportivas nombradas Juegos de la Amistad, que no pretendían ser equivalente a los Juegos Olímpicos de Los Ángeles, no coincidiendo en fecha con estos y con la posibilidad de participar los países y atletas que lo desearan. Durante una conferencia de prensa, un portavoz del comité deportivo soviético argumentó que los juegos «no son una alternativa a los Juegos Olímpicos en Los Ángeles». Además añadió que «es parte de nuestra tradición de eventos deportivos». Según el periódico deportivo soviético Sovetsky Sport, el propósito de los Juegos de la Amistad era «darle a los deportistas que no fueron a los Olímpicos debido a la atmósfera de antisovietismo y hostilidad a los países socialistas, la oportunidad de demostrar sus habilidades».

## Concepción de los juegos
El 8 de mayo de 1984, apenas tres meses antes de la celebración de los Juegos Olímpicos de Los Ángeles, la Unión Soviética anunció su decisión de boicotearlo argumentando la falta de seguridad para los atletas soviéticos en Los Ángeles. Además, la agencia de noticias TASS acusó al gobierno de Estados Unidos de intentar «explotar los juegos para sus propósitos políticos» argumentando que «el curso arrogante y hegemónico de la administración de Washington en las relaciones internacionales está en desacuerdo con los nobles ideales del movimiento Olímpico». En un artículo publicado en el periódico británico London Evening Standard (horas antes del anuncio oficial soviético), Victor Louis informó de la decisión de la Unión Soviética de boicotear la Olimpiada, añadiendo que planes detallados para los «juegos alternativos del bloque soviético» ya estaban en marcha. Louis mencionó que el boicot «probablemente sea anunciado a último minuto para poner a la organización estadounidense en caos».
El 13 de mayo, Louis escribió otro artículo (esta vez para el periódico francés Le Journal du Dimanche) diciendo que los soviéticos planeaban unas contra-Olimpiadas, probablemente con sede en la ciudad búlgara de Sofía. Sin embargo, se consideró que la idea no era viable, puesto que los soviéticos temían que al organizar un evento de esa naturaleza, el Comité Olímpico Internacional podría expulsar a la Unión Soviética.
El 14 de mayo, Marat Gramov, presidente del Comité Olímpico de la Unión Soviética, dijo en una conferencia de prensa que «Moscú no apoyará ningunos juegos alternativos que compitan con los Olímpicos». Ese mismo día, oficiales polacos dijeron que, mientras que el bloque soviético se oponía a la idea de una contra-Olimpiada, en su lugar se llevarían a cabo «eventos deportivos en varios países como sustitutos de la participación en los juegos de Los Ángeles», realizándose en fechas diferentes a las de los Olímpicos.
El 20 de mayo, el periódico austríaco Die Presse publicó un artículo según el cual Alexander Ushakov, entrenador del equipo soviético de decatlón, dijo que los países del bloque soviético estaban preparando apresuradamente una serie de eventos deportivos. El artículo mencionó 5 competiciones: 2 eventos de atletismo, uno en Checoslovaquia y otro en Alemania Oriental; además de esgrima, pentatlón y boxeo en Polonia. Ushakov mencionó que los eventos se llevarían a cabo antes o después de los Olímpicos para evitar conflictos con el COI.
Juan Antonio Samaranch (presidente del COI) sostuvo una reunión con los comités olímpicos de 11 países del bloque soviético (Bulgaria, Checoslovaquia, Alemania Oriental, Hungría, Mongolia, Polonia, Unión Soviética, Vietnam, Cuba, Corea del Norte y Rumania) en la ciudad checoslovaca de Praga el 21 de mayo. Samaranch esperaba convencer a los países involucrados en el boicot de que cambiaran su posición, pero solo pudo convencer a Rumania, mientras que los otros países no cambiaron de parecer e incluso aprovecharon la reunión para planear «sus propios juegos de verano».
El anuncio oficial fue realizado el 24 de mayo por Antonin Himl, presidente del Comité Olímpico de Checoslovaquia. Himl dijo que, después de que los Juegos Olímpicos terminaran, varios países del bloque soviético realizarían sus propios eventos deportivos en disciplinas olímpicas. Himl argumentó que la intención de los juegos era «dar a los atletas que se prepararon a conciencia en los últimos 4 años una oportunidad para exponer sus habilidades». De esta forma, se proclamó oficialmente la idea de los Juegos de la Amistad.

## Sedes de cada deporte
| Evento                                                          | Fecha de inicio          | Fecha de finalización    | Sede                                                                                  | Ciudad                      | País              |
| --------------------------------------------------------------- | ------------------------ | ------------------------ | ------------------------------------------------------------------------------------- | --------------------------- | ----------------- |
| Tiro con arco                                                   | 23 de agosto de 1984     | 26 de agosto de 1984     |                                                                                       | Plzeň                       | Checoslovaquia    |
| Atletismo Masculino                                             | 17 de agosto de 1984     | 18 de agosto de 1984     | Estadio Olímpico Luzhniki                                                             | Moscú                       | Unión Soviética   |
| Atletismo Femenino                                              | 16 de agosto de 1984     | 18 de agosto de 1984     | Estadio Evžen Rošický                                                                 | Praga                       | Checoslovaquia    |
| Baloncesto                                                      | 22 de agosto de 1984     | 30 de agosto de 1984     | Palacio Deportivo CSKA y Palacio Deportivo Dinamo                                     | Moscú                       | Unión Soviética   |
| Balonmano Masculino                                             | 17 de julio de 1984      | 21 de julio de 1984      |                                                                                       | Rostock y Magdeburgo        | Alemania Oriental |
| Balonmano Femenino                                              | 21 de agosto de 1984     | 26 de agosto de 1984     |                                                                                       | Trenčín                     | Checoslovaquia    |
| Boxeo                                                           | 18 de agosto de 1984     | 24 de agosto de 1984     | Ciudad deportiva                                                                      | La Habana                   | Cuba              |
| Canotaje                                                        | 21 de julio de 1984      | 22 de julio de 1984      |                                                                                       | Grünau, Berlín Oriental     | Alemania Oriental |
| Ciclismo Ruta                                                   | 23 de agosto de 1984     | 26 de agosto de 1984     | Schleizer Dreieck                                                                     | Schleiz y Forst             | Alemania Oriental |
| Ciclismo Pista                                                  | 18 de agosto de 1984     | 22 de agosto de 1984     | Velódromo del centro deportivo olímpico de las Uniones de Comercio                    | Moscú                       | Unión Soviética   |
| Clavados                                                        | 16 de agosto de 1984     | 19 de agosto de 1984     |                                                                                       | Budapest                    | Hungría           |
| Equitación                                                      | 6 de agosto de 1984      | 26 de agosto de 1984     | Parque paisajístico Książ y centro de equitación y pentatlón del Club Deportivo Lumel | Drzonków, Sopot y Wałbrzych | Polonia           |
| Esgrima                                                         | 15 de julio de 1984      | 21 de julio de 1984      | Budapest Sportcsarnok                                                                 | Budapest                    | Hungría           |
| Gimnasia artística                                              | 20 de agosto de 1984     | 26 de agosto de 1984     |                                                                                       | Olomouc                     | Checoslovaquia    |
| Gimnasia rítmica                                                | 17 de agosto de 1984     | 19 de agosto de 1984     | Palacio de deportes de invierno                                                       | Sofía                       | Bulgaria          |
| Hockey sobre hierba Masculino                                   | 18 de agosto de 1984     | 26 de agosto de 1984     | Arena menor del estadio Dinamo                                                        | Moscú                       | Unión Soviética   |
| Hockey sobre hierba Femenino                                    | 28 de agosto de 1984     | 30 de agosto de 1984     |                                                                                       | Poznań                      | Polonia           |
| Judo                                                            | 24 de agosto de 1984     | 26 de agosto de 1984     | Universidad militar de Tecnología Deportiva                                           | Varsovia                    | Polonia           |
| Levantamiento de pesas                                          | 12 de septiembre de 1984 | 16 de septiembre de 1984 | Palacio de Cultura y Deportes                                                         | Varna                       | Bulgaria          |
| Lucha grecorromana                                              | 13 de julio de 1984      | 15 de julio de 1984      | Budapest Sportcsarnok                                                                 | Budapest                    | Hungría           |
| Lucha libre                                                     | 20 de agosto de 1984     | 22 de agosto de 1984     | Palacio de deportes de invierno                                                       | Sofía                       | Bulgaria          |
| Natación                                                        | 19 de agosto de 1984     | 25 de agosto de 1984     | Piscina del complejo deportivo olímpico                                               | Moscú                       | Unión Soviética   |
| Pentatlón moderno                                               | 5 de septiembre de 1984  | 9 de septiembre de 1984  |                                                                                       | Varsovia                    | Polonia           |
| Remo                                                            | 24 de agosto de 1984     | 26 de agosto de 1984     | Centro deportivo olímpico de las Uniones de Comercio                                  | Moscú                       | Unión Soviética   |
| Sambo                                                           | 1 de septiembre de 1984  | 2 de septiembre de 1984  |                                                                                       | Ulan Bator                  | Mongolia          |
| Tenis                                                           | 20 de agosto de 1984     | 26 de agosto de 1984     | Baildon Katowice                                                                      | Katowice                    | Polonia           |
| Tenis de mesa                                                   | 2 de julio de 1984       | 10 de julio de 1984      |                                                                                       | Pionyang                    | Corea del Norte   |
| Tiro deportivo                                                  | 19 de agosto de 1984     | 25 de agosto de 1984     | Campo de tiro Dinamo                                                                  | Moscú                       | Unión Soviética   |
| Vela Clases 470 y Finn                                          | 20 de agosto de 1984     | 25 de agosto de 1984     | Lago Balaton                                                                          | Lago Balaton                | Hungría           |
| Vela Clases Flying Dutchmen, Soling, Star, Tornado y Windglider | 19 de agosto de 1984     | 26 de agosto de 1984     | Centro de yates Pirita                                                                | Tallin                      | Unión Soviética   |
| Voleibol Masculino                                              | 18 de agosto de 1984     | 26 de agosto de 1984     | Ciudad deportiva                                                                      | La Habana                   | Cuba              |
| Voleibol Femenino                                               | 8 de julio de 1984       | 15 de julio de 1984      |                                                                                       | Varna                       | Bulgaria          |
| Waterpolo                                                       | 19 de agosto de 1984     | 26 de agosto de 1984     | Ciudad deportiva                                                                      | La Habana                   | Cuba              |

## Competiciones
Las competiciones tuvieron lugar entre los meses de julio y septiembre en las diferentes sedes que acogían a cada deporte. Todos los deportes olímpicos (menos el fútbol) estaban en el programa de los Juegos, además de otros que no eran olímpicos como el tenis de mesa o la lucha sambo.
Hubo actuaciones deportivas de gran calidad y a veces mucho mejores que las que se pudieron ver en los Juegos de Los Ángeles. En concreto, en 28 de las 41 pruebas de atletismo, las marcas de los ganadores en los Juegos de la Amistad fueron mejores que las de los campeones olímpicos en Los Ángeles. Por ejemplo la alemana oriental Marlies Göhr ganó en los 100 metros lisos con 10,95 mientras que la estadounidense Evelyn Ashford ganó en Los Ángeles con 10,97.
También tuvieron un interés especial las competiciones de gimnasia artística, celebradas en la ciudad checa de Olomouc entre el 22 y el 26 de agosto, y que fueron de un altísmo nivel. En la competición individual femenina, la rusa Olga Mostepanova logró cuatro dieces en sus cuatro ejercicios, algo que nunca se había visto. En total se batieron 48 récords del mundo, por solo 11 en los Juegos de Los Ángeles.

## Países participantes

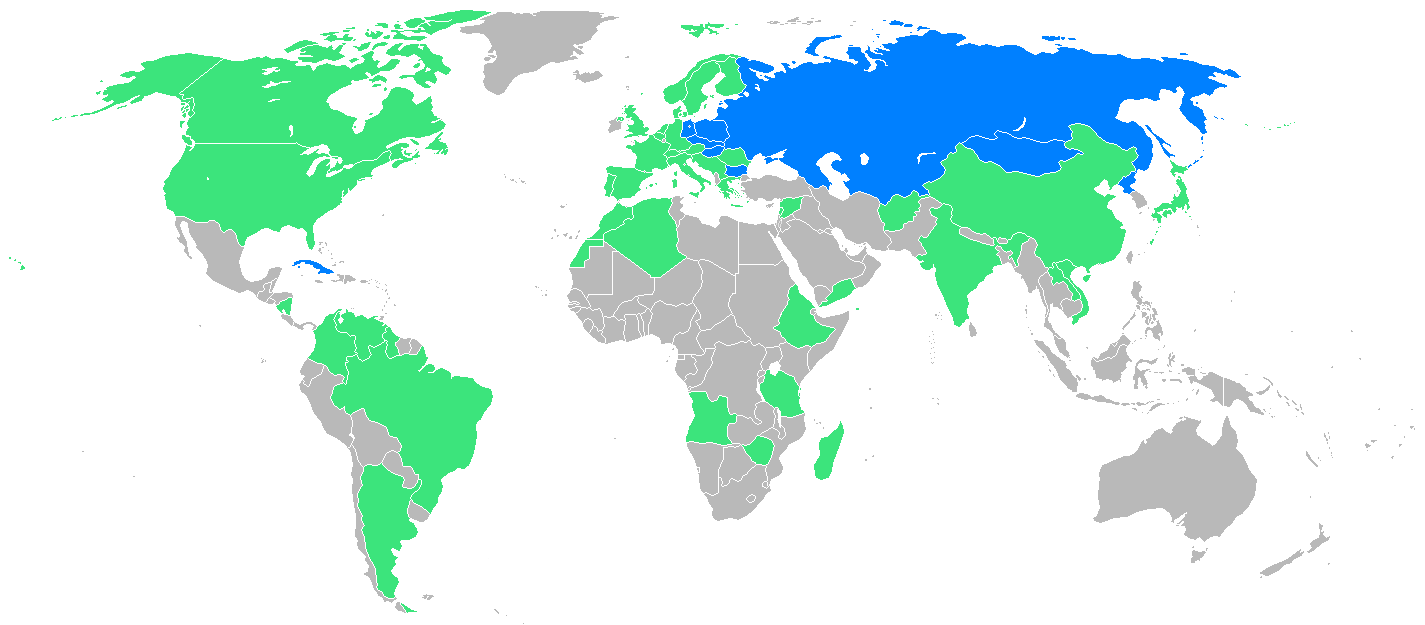
Países anfitriones en azul, demás países participantes en verde.

Mientras los países involucrados en el boicot enviaron a sus deportistas más destacados, otros países enviaron equipos alternos, conformados por deportistas que no se clasificaron para los Juegos Olímpicos de Los Ángeles.
Los siguientes países participaron en los juegos:
Afganistán, Alemania Occidental, Alemania Oriental, Angola, Argelia, Argentina, Austria, Bélgica, Brasil, Bulgaria, Canadá, Checoslovaquia, China, Colombia, Corea del Norte, Cuba, Dinamarca, España, Estados Unidos, Etiopía, Finlandia, Francia, Gran Bretaña, Grecia, Guyana, Hungría, India, Italia, Japón, Laos, Líbano, Madagascar, Marruecos, Mongolia, Nicaragua, Noruega, Países Bajos, Perú, Polonia, Portugal, Rumania, Siria, Suecia, Suiza, Tanzania, Unión Soviética, Venezuela, Vietnam, Yemen del Sur, Yugoslavia y Zimbabue.